# István Kertész
Pour les articles homonymes, voir Kertesz.
István Kertész, né le 28 août 1929 à Budapest et mort par noyade le 16 avril 1973 à Herzliya (en Israël), est un chef d'orchestre hongrois naturalisé allemand.

## Biographie
István est le fils de Miklós Kertész († 1938), directeur d'une tannerie et de Margit Muresian. Précocement doué pour la musique, István Kertész étudie à l'Académie de musique Franz-Liszt de Budapest, capitale hongroise, où il travaille avec Zoltán Kodály et Leó Weiner, puis il apprend la direction d'orchestre avec Laszlo Somogyi. Il est nommé à Győr (1953-1955) puis à l'opéra de Budapest. À la suite de l'insurrection de Budapest en 1956, il quitte son pays natal et s'installe en Allemagne de l'Ouest. Entre 1958 et 1964, il est directeur de la musique à Augsbourg. Il fait ses débuts en Angleterre en 1960, puis aux États-Unis en 1961. À partir de 1964, il dirige l'opéra de Cologne jusqu'à sa mort accidentelle.
Il assume, en outre, la charge de premier chef de l'Orchestre symphonique de Londres de 1965 à 1968. Il est enterré au Melaten-Friedhof de Cologne.

## Répertoire
Avec l'Orchestre symphonique de Londres, il fait le tour du monde et enregistre, dans une prise de son étincelante, une intégrale des symphonies et poèmes symphoniques d'Antonín Dvořák particulièrement dynamique et riche en couleurs. On a également retenu une version de référence de La Clémence de Titus, de Mozart, le Concerto en sol majeur de Ravel, Le Concerto n° 3 de Bartok avec Julius Katchen au piano et une intégrale des symphonies de Schubert avec l’orchestre philharmonique de Vienne. 